# Cagnotte
Cagnotte – miejscowość i gmina we Francji, w regionie Nowa Akwitania, w departamencie Landy.
Według danych na rok 1990 gminę zamieszkiwało 506 osób, a gęstość zaludnienia wynosiła 34 osób/km² (wśród 2290 gmin Akwitanii Cagnotte plasuje się na 710. miejscu pod względem liczby ludności, natomiast pod względem powierzchni na miejscu 763.).